# Ermanno Bertolotti
Ermanno Bertolotti, nome completo Ferdinando Ermanno Bertolotti (Pavia, 31 agosto 1915 – ...), è stato un calciatore italiano, di ruolo mediano.

## Carriera
Giocò in Serie A nel Milan. Ha esordito in Serie A il 22 settembre 1935 nella partita Milan-Alessandria (2-0).
Prima di questa esperienza ha giocato nel Pavia in Serie B, dopo la parentesi milanista nella Pavese in Serie C, che dal 1942 è tornata a chiamarsi Pavia, chiudendo la carriera nel torneo lombardo di Serie C nel 1944.